# Final de la Liga de Campeones de la UEFA 2009-10
La final de la Liga de Campeones de la UEFA 2009-10, se disputó el 22 de mayo de 2010 en el Estadio Santiago Bernabéu de Madrid, España. Esta 55.ª edición de la final de la Copa de Europa y la 18.ª en el actual formato de Liga de Campeones, fue disputada por el FC Internazionale Milano y el FC Bayern de Múnich. Esta fue la primera edición en la que una final fue jugada en un fin de semana: en sábado y no en miércoles como era tradición, por lo que se convirtió en el acontecimiento deportivo anual más seguido en el mundo, con más de 109 millones de espectadores.
El conjunto italiano venció a los alemanes 2–0, logrando su tercera Copa de Europa, después de 45 años.

## Simbología

### El logo
El diseño del logotipo de la final de la Liga de Campeones 2010, fue presentado en la Ciudad del Fútbol de Las Rozas en un acto que contó con la presencia, entre otros, del secretario general de la RFEF, Jorge Pérez, del director general del Real Madrid, Jorge Valdano, del director de relaciones institucionales y embajador de la final, Emilio Butragueño, y del director de competiciones de la UEFA, Giorgio Marchetti.
Cubierto por una gran lona, el logotipo fue destapado en los últimos instantes del acto. Con un diseño completamente novedoso y dotado de una identidad propia y exclusiva, el objetivo en el diseño de esta imagen de la final ha sido la de plasmar la exuberancia de la fiesta y de la cultura madrileña.
El diseño, creado con llamativos colores marrones, rojos, amarillos y verdes, se extiende y crece a partir de una composición central que adopta la forma y la presencia iconográfica del trofeo, incorporando motivos del estadio, del arte y la artesanía tradicionales, del folclore y de la fiesta, así como elementos con el balón de las estrellas.

### El balón
El balón de la final fue el "Finale Madrid" y fue diseñado por la holandesa Janneke van Oorschot, cabe destacar del esférico que es blanco, en honor al Real Madrid, y rojo, utilizado para representar la bandera de España, aunque también se ha llegado a decir que corresponde al color predominante de la bandera de la Comunidad de Madrid.
Se presentó el día 9 de marzo en el Palco de Honor del estadio Santiago Bernabéu. Al acto acudieron el embajador de la final, Emilio Butragueño, y el director deportivo de la Real Federación Española de Fútbol (RFEF), Fernando Hierro.

### Las entradas
El miércoles 5 de marzo de 2010, se presentaron en el Palacio de la Comunidad de Madrid las entradas para la finalísima de la Champions. La presidenta de la Comunidad de Madrid, Esperanza Aguirre, recibió la primera entrada de un encuentro en el que en esas fechas luchaban por estar 16 equipos.
Al acto acudieron personalidades como Ángel María Villar, Florentino Pérez, Jorge Valdano, Miguel Pardeza, Raúl González y Cristiano Ronaldo, que fue sin lugar a dudas la sensación en el Palacio de la Comunidad. Además, también asistieron representantes de la UEFA y Michael van Praag que fue el encargado de explicar la forma de adquisición de las entradas.

### La entrega del trofeo
El día 16 de abril, se llegó a cabo uno de los principales actos protocolarios; la entrega de "la Orejona" a la ciudad anfitriona de la final: en este caso Madrid. El Barcelona, actual campeón de la Champions entregó la Copa en el Ayuntamiento de Madrid, que precisamente se encuentra a unos metros de La Cibeles, lugar donde el Real Madrid celebra todos sus títulos.

## Madrid como anfitrión
- Fue la cuarta vez que la capital de España acogió la final de esta competición, tras las ediciones de 1957, 1969 y 1980.
- Se instaló dos Fan Zones, los cuales son espacios seguros y acogedores que congregarán a los aficionados de cada uno de los equipos finalistas durante el día previo y el del partido, en un ambiente completamente festivo.

La Fan Zone del Bayern estuvo situada en el Parque de Berlín, a escasos 15 minutos del estadio. La del Inter se situó en el parque de Azca, a diez minutos del Bernabéu.
| España                       |                           |                           |                           |
| Ciudad                       | Estadio                   |                           |                           |
| Madrid                       | Estadio Santiago Bernabéu | Estadio Santiago Bernabéu | Estadio Santiago Bernabéu |
|                              |                           |                           |                           |
| 80 144 espectadores          |                           |                           |                           |
| Final Liga de Campeones 2010 |                           |                           |                           |

### La seguridad
Más de 2.000 agentes de Policía Nacional intervinieron en la denominada operación "FINCA" (FINal de CAmpeones), que se empezó a diseñar hace diez meses para garantizar la seguridad en las calles de Madrid con motivo de la disputa de la final de la Liga de Campeones, considerada "de alto riesgo".
En total, la Delegación del Gobierno de Madrid desplegó un dispositivo de Seguridad compuesto por más de 4.000 policías nacionales, policías municipales, guardias civiles y vigilantes de seguridad, junto a efectivos de emergencias, que velarán por el normal desarrollo de la final.
En concreto 2.000 policías nacionales, 500 municipales, 150 guardias civiles y numerosos efectivos de seguridad privada, Protección Civil, sanitarios y bomberos se encargarán de garantizar la seguridad antes, durante y después del encuentro.
El interior del campo estuvo vigilado por numerosos policías nacionales y 1.200 efectivos de seguridad privada y auxiliares del Real Madrid. El estadio Santiago Bernabéu y el aeropuerto de Barajas son objetivos preferentes de la operación FINCA y también las "Fan Zones", como se ha denominado a las zonas de ocio de los seguidores del Inter y el Bayern, así como los lugares de residencia de los equipos, los árbitros y los representantes de la UEFA.
Se trata de que en el aeropuerto las dos aficiones no coincidan -llegarán y partirán a horas diferentes y utilizando distintas terminales-, de que tengan zonas de ocio separadas y de que entren y salgan del estado por sitios diferentes.
Como novedad destaca la instalación de una doble valla perimetral en los accesos al Santiago Bernabéu y el sobrevuelo constante de un helicóptero con sistema de videovigilancia. La "Fan Zone" del Inter de Milán está en la zona de Azca, mientras que la del Bayern de Múnich se encuentra en el Parque de Berlín, y en ninguna de las dos se televisará el partido por motivos de seguridad.
Está previsto que ambas zonas cierren poco después del partido, aunque en la del equipo ganador habrá una celebración que se podrá alargar. En cuanto a los hinchas más radicales, habrá un control especial y cada equipo traslada desde su país a doce agentes para que vigilen a estos grupos, en coordinación con la Policía española.
Quinientos agentes de la Policía municipal controlarán la llegada y salida de los aficionados, cubrirán las zonas reservadas para estos y vigilarán que se cumpla la normativa que prohíbe la venta de bebidas alcohólicas en la calle. Además, hasta mañana está activado un dispositivo formado por 69 efectivos del Sámur, 9 bomberos, 75 agentes de la Movilidad y 173 operarios del Servicio de Limpieza Urgente (Selur).
Respecto al tráfico, desde las cuatro de la madrugada del día de final se realizaron cortes en las inmediaciones al estadio, por lo que el Ayuntamiento recomendó el uso del transporte público, especialmente el Metro, que mantendrá abierta la línea 8 durante esa noche del sábado al domingo.

## Trayectoria de los equipos finalistas

### Bayern Múnich
El Bayern inició su andadura en la Liga de Campeones dentro del Grupo A de la primera fase junto a Girondins de Burdeos, Maccabi Haifa y Juventus FC. Tras dos sonrojantes derrotas a manos de los franceses el equipo teutón logró el pase a octavos de manera agónica al vencer al cuadro bianconero 1-4 a domicilio clasificándose como segundo de grupo. En octavos de final se enfrentó a la Fiorentina italiana; la ida, disputada en Múnich terminó con una victoria por 2-1, resultado que los alemanes hicieron valer tras su derrota en la vuelta por 3-2 en Florencia, gracias a la regla del gol de visitante.
El enfrentamiento en cuartos de final contra el subcampeón del año pasado, el Manchester United, repitió los mismos resultados de los octavos; los de Van Gaal obtuvieron la victoria en el partido de ida gracias a un gol del croata Ivica Olić en el descuento, tras ir por detrás durante buena parte del encuentro desde el segundo minuto. En la vuelta, el ManU consiguió darle la vuelta a la eliminatoria y ponerse 3-0 en Old Trafford; sin embargo, un gol de Olić al filo del descanso hizo renacer la llama de la esperanza para los germanos, quienes vieron cómo el holandés Arjen Robben volvía a ser decisivo con el último gol del partido, del mismo modo que en los octavos de final.
En semifinales el Bayern se enfrentó a una de las revelaciones de la temporada, el Olympique de Lyon. La ida, jugada en el Allianz Arena, terminó con un solitario gol de Robben, en un encuentro en el que las expulsiones de la estrella del conjunto bávaro, Franck Ribéry y Jérémy Toulalan dejaron a ambos equipos con diez jugadores en el terreno de juego. En la vuelta, disputada en Francia, el Bayern dio una auténtica exhibición de contundencia venciendo 0-3 gracias a un hat-trick de Olić que daba al Bayern el billete a la final de Madrid.

### FC Internazionale
El Inter por su parte, comenzó en el Grupo F de la fase de grupos junto al FC Barcelona, Dinamo de Kiev y Rubin Kazan. El conjunto neroazzurri logró su pase a la siguiente ronda como segundos de grupo sufriendo una sola derrota ante el Barça. En octavos, los lombardos tuvieron que enfrentarse al fuerte Chelsea de Ancelotti. A pesar de la corta victoria por 2-1 en la ida, disputada en el San Siro, los italianos supieron aguantar el tipo en la vuelta, donde un solitario gol del camerunés Eto'o sentenció la eliminatoria para el cuadro interista.
El rival de cuartos fue el CSKA Moscú, lo que llevó al equipo de Mourinho a visitar tierras rusas por segunda vez en la temporada. Los cisalpinos tuvieron una eliminatoria cómoda en la que vencieron ambos partidos por idéntico resultado (1-0), gracias a los goles de Milito en Milán y Sneijder en Moscú, suficientes para conseguir el pase a semifinales.
En semifinales, el vigente campeón, el Barcelona, volvió a cruzarse en el camino del Inter. En la ida, el equipo lombardo remontó el gol inicial de Pedro,  consiguiendo imponerse por 3-1, resultado que defendieron en el partido de vuelta ejecutando de manera perfecta el famoso catenaccio, resultado con el que los neroazzurri lograron clasificarse para una final de la máxima competición europea después de 38 años.

## Partido
|                           |
| Bandera de Italia         |
| Campeón FC Internazionale |
| 3.er Título               |

- 1-0 - Diego Milito recibe un pase largo de su guardameta Júlio César y deja el balón de cabeza a Sneijder quien le devuelve rápidamente el esférico con un pase medido y en profundidad, que anula la presión de 4 jugadores del conjunto alemán. Así, el príncipe se queda sólo ante Butt y define a la perfección. Esta jugada del primer gol sólo duró 9 segundos, desde que sacó Júlio César hasta que Milito batió al portero del Bayern.[17]
- 2-0 - Olić dispara y Walter Samuel intercepta el balón. El rechace da a su vez a otro jugador del Bayern y Sneijder recoge el balón. El holandés controla la pelota en el centro del campo, mientras Eto'o se adelanta Sneijder se la cede al camerunés y este se la pasa al argentino, quien avanza por la banda izquierda, ya dentro del área, regatea a van Buyten, el argentino batió a Butt colocando el balón al palo izquierdo.[18]

### Datos
- El estadio Santiago Bernabéu es un talismán para el fútbol italiano. Hasta cuatro títulos ha conquistado Italia en el feudo madristista. En 1964, el Inter conquistó la Intercontinental ante Independiente. En 1982, la selección Azzurra conquistó su tercer título Mundial al vencer a la RFA por 3-1. Y, por supuesto, las dos Copas de Europa conquistadas por los 2 grandes equipos de la capital lombarda: AC de Milán e Inter. Los milanistas lo lograron en 1969 doblegando al Ajax de Ámsterdam y la de los interistas superando al Bayern de Múnich con los dos goles de Diego Milito.[19]
- Javier Zanetti, capitán del Inter de Milán, se ha convertido en el primer argentino en la historia de la Liga de Campeones que recoge el máximo trofeo intercontinental de manos del presidente de la UEFA, Michel Platini, además, en tan importante encuentro disputó su partido 700 con el conjunto "nerazzurri".[20]
- José Mourinho se convirtió en ese momento en el tercer entrenador, pero en el más joven, que logra ganar la Champions League con 2 equipos diferentes (antes la había conquistado con el Oporto en 2004), algo que sólo lo habían logrado el austriaco Ernst Happel, el alemán Ottmar Hitzfeld y ahora también se acoplan a este grupo el alemán Jupp Heynkes, el italiano Carlo Ancelotti y el español Pep Guardiola.[21]
- En Inter, se convirtió en el sexto equipo en lograr el "triplete" en Europa.[22]
- El camerunés Samuel Eto'o entró en la historia del fútbol mundial al encadenar dos "tripletes" consecutivos (Liga, Copa y Liga de Campeones), con el Barcelona y el Inter de Milán, respectivamente.[23]
- No hubo ningún jugador italiano titular en el Inter, solo Marco Materazzi ingresó en el minuto 90. En su mayoría eran jugadores argentinos y brasileños.